# 三重テレビ放送
三重テレビ放送株式会社（みえテレビほうそう、Mie Television Broadcasting Co., Ltd.）は、三重県を放送対象地域とするテレビジョン放送の特定地上基幹放送事業者である。通称は三重テレビ、略称はMTV。

## 概要
ネットワークに属さない独立放送局で、全国独立放送協議会に加盟している。アナログ放送時代は三重県域局ながらも、親局の長谷山送信所から東側に伊勢湾が広がり、その先にも高い山などの遮るものが少ないことから、放送エリアが隣接する愛知県の東三河地方までの広範囲に電波が届いていた。アナログ放送のときは東山タワーとは別に、長谷山送信所または伊勢中継所向けのUHFアンテナを設置する家庭も多かった。デジタル放送となってからは送信出力が500Wと弱くなったことで、愛知県の尾張地方の一部を除き多くの地域には電波が届かなくなり、それらの地域で引き続き視聴する場合は、区域外再放送の同意を得ているケーブルテレビへの加入が必要となった。
1983年からは、テレビ東京から同系列の番組を数多く購入して放送している。ピーク時には、同系列の番組が全体の30%を占めるまでになったが、系列局のテレビ愛知が開局すると番組のネット受けは制限されることになり、以降は独自色を強めた（東海地方では岐阜放送（ぎふチャン）と同様の位置付け）。
競合他局の東海テレビとは資本関係にあり、当時の代表取締役社長は同局の元常務取締役の城田隆が、更にその2代前の社長も同局関連会社・東海放送会館の元代表取締役が務めていた。また、同じフジテレビ系列局の関西テレビとの関係も深く、古くから同局制作の番組も多く放送している。2016年3月31日時点では、ナゴヤドームが32.78%を保有する筆頭株主となっていた。その関係で、半世紀近くに亘り、東海テレビの制作協力でナゴヤドームなどからの中日ドラゴンズ主催のプロ野球中継を放送している。
現在の編成は、おおむね5時台に放送を開始し翌日3時台に全番組の放送を終える。他の独立局と比べると放送時間は比較的長いが、深夜帯の大多数の番組はテレビショッピングである。一方で、平日の放送開始から夕方の17:00頃までは常時マルチチャンネル編成を採用しており、071ch（メイン）で通常のプログラムを放送する傍ら、072ch（サブ）は「エムツー」と題し、『ウェザーニュースLiVE』（ウェザーニューズ）や『TOKYOマーケットワイド』（STOCKVOICE）などの同時放送を中心に放送している。マルチチャンネル編成を始めた2011年当時は平日の17:30まで放送されており6:30にはブルームバークニュース、17:00にはBBCワールドも放送されていた。平日が祝日の場合は早朝に旧作の洋画を放送していたこともある。
2007年7月3日にはハイビジョン対応の中継車を新規に導入し、同年夏の高校野球中継より使用が開始された。同年10月中旬以降はニュースの取材映像や、一部の自社制作番組およびCMもハイビジョン化された。中京広域圏の他局では、最終的に放送波として送出される際には横1440ピクセルのスクイーズ方式となるのに対し、当局では横1920ピクセルのフルHDで送出している。
本社はNHK津放送局のように津市の中心市街地ではなく、少し離れた小高い住宅地付近に位置する。これは、長谷山にある送信所へ確実にSTL電波が飛ばせることや、現在の場所が当時の資金から考えて妥当だったためである。ただし設立準備室は、津市中心部の三重会館内に置かれた。社屋は2階建てで、一部増築などの手は施しているものの、開局当初からのものを使っている。そのため同社営業部もかつては津市中心部に位置する広明町に設けられていたが、現在は本社内へ移転している。
『こころの旅路～熊野古道伊勢路を行く～』が2024年4月から毎月第4土曜21:00から放送されている。この番組は一部の独立局でもネットされており三重テレビが制作した番組が同局の放送エリア以外でもテレビで視聴出来る貴重な存在となっている。この時間帯には、『お伊勢さん』、『熊野古道～お伊勢さんからもうひとつの聖地へ～』、『芭蕉が詠む 祈りとこころ』、『宝刀～日本人の魂と技～』、『お伊勢参り』、『祈り～神と仏と～』、『氏神さま～私たちの身近な祈り～』、『にっぽんの道』、『NINJA～忍び者の生きる道～』が放送されており一部の独立局の他フジテレビ系のBSフジでも放送された。
2022年7月からは『ビスケットブラザーズの行けばわかるさ！～三重街道中ひざくりげ～』がスタート。BSよしもとでも放送されており毎週全国どこでも三重テレビが制作する番組がテレビで視聴出来る貴重な存在となっている。
2023年4月3日よりFM三重の平日朝の生ワイド番組『Pick Up On Mie～Pomie!（ポミー）～』を7:30-8:00にサイマル放送を行うことになった。当局がラジオ放送とのサイマル放送を行うのは初めてである。
2023年11月10日、民放公式配信サービスのTVerに参加し、一部の自社製作番組の配信を開始した。なお、該当番組は日本テレビが運営している無料動画配信サービス「日テレ無料TADA!」に提供されており、TVerでは更にその供給を受ける形で配信されている。この経緯から、TVerでは日本テレビ系列の番組として扱われている。

### 番組表での扱い
中日新聞社の資本が強いため、三重県内向けの中日新聞朝刊のテレビ番組欄では、中京広域圏のCBCテレビ・東海テレビの次に、フルサイズで番組表を掲載している。ただし、近畿広域圏の放送も受信できる伊賀地方・紀州地方向けの朝刊では、ハーフサイズ扱いである。また夕刊は、かつて愛知県向けのみ、非・中日系のメ〜テレ、中京テレビの隣にフルサイズの番組表を載せていたが、2019年2月現在、愛知・岐阜・三重3県共通の広域版としてハーフサイズで掲載されている。三重県版では2023年3月までは朝刊同様CBCテレビ、東海テレビの次にフルサイズで掲載されていたが4月以降は広域版に統一されたためハーフサイズで掲載されるようになった。岐阜新聞では2017年10月の朝刊単独紙化後は全県掲載となるが、かつては定期掲載されず、新聞休刊日前日の紙面に県内版でみられるだけだった時代や、岐阜地域版や西濃地域版に掲載されていた時代もあった。
地元の地方紙である伊勢新聞では、現在は資本的な関係から、番組表はハーフサイズ扱いである。ただし、開局してからは同紙も中日新聞と交代でニュースを提供していたが、1976年に伊勢新聞が経営難を理由に撤退してからは、中日新聞色が強まった（かつて三重県を放送エリアとしていたラジオ三重→近畿東海放送、現在の東海ラジオと同様）。

### キャッチフレーズ
- 小さい目も大きい目も三重テレビ（開局前の一般公募より採用）
- 夢ステーション33（開局20周年を記念しての一般公募より採用。同時にイメージソングも制作された）
- あなたに、ピッ!
- 地デジは7チャン!三重テレビ（デジタル放送の開始に合わせて使用を開始）

### 本社所在地
- 三重県津市渋見町693番1号

### 事業所所在地
出典 
- 東京支社

東京都千代田区内幸町2丁目1番4号　日比谷中日ビル4階
- 大阪支社

大阪府大阪市北区堂島2丁目1番43号　紀陽ビル5階
- 名古屋支社

愛知県名古屋市東区東桜1丁目14番25号　テレピア13階

## 資本構成
企業・団体の名称、個人の肩書は当時のもの。
出典：

### 2021年3月31日
| 資本金 | 発行済株式総数 | 株主数 |
| ------ | -------------- | ------ |
| 5億円  | 1,000,000株    | 27     |

| 株主           | 株式数    | 比率   |
| -------------- | --------- | ------ |
| ナゴヤドーム   | 327,867株 | 32.78% |
| 三重県         | 100,000株 | 10.00% |
| 東海テレビ放送 | 100,000株 | 10.00% |
| 中日新聞社     | 099,981株 | 09.99% |

## 沿革
- 1967年（昭和42年）11月1日 - 無線局予備免許が交付される。
- 1968年（昭和43年）3月8日 - 三重電波放送株式会社を創立。
- 1969年（昭和44年）
  - 5月26日 - 商号を「三重テレビ放送株式会社」に変更。
  - 9月26日 - 送信所竣工（長谷山山頂）。
  - 11月1日 - 無線局本免許が交付される。
  - 11月3日 - 16時30分よりサービス放送を開始する。
  - 11月4日 - 熱田球場より高校野球中部大会準決勝・決勝試合の模様を中継。
  - 11月8日 - 初の自社制作番組『ぼくとわたしのいす』制作開始。
  - 11月17日 - 『三重テレビニュース』放送開始。
  - 12月1日 - 開局、地上アナログ放送開始（ATV青森テレビ、TVIテレビ岩手と同日）同時にカラー放送も開始する。
- 1970年（昭和45年）
  - 6月24日 - 四日市体育館で行われた日韓バレーの試合を独占中継。
  - 7月31日・8月1日 - 全国高等学校野球選手権三岐大会（津市営球場）の準決勝・決勝試合の模様を中継。
  - 10月22日 - 中日スタヂアム（現：ナゴヤ球場）よりプロ野球「中日」対「巨人」25回戦で巨人のセ・リーグ6連覇決定の模様を中継。サンテレビなど、一部の独立局・地方局にもネット。
- 1974年（昭和49年）3月 - 第12期決算で初めて単年度黒字となる。
- 1975年（昭和50年）7月22日から開催された全国高等学校野球選手権三重大会の試合を予選から決勝まで中継放送を行った。以降このスタイル（予選から決勝まで中継）が続くこととなる。
- 1979年（昭和54年）
  - 開局10周年を記念して、社旗・社章を現在のものに変更（33をかたどったデザイン）。但し社名ロゴには変更されなかった。
  - 12月1日 - 新館（スタジオも設けられる）が完成。完成を祝う式典も行われる。
- 1986年（昭和61年）12月20日 - 三重テレビエンタープライズ設立（1988年（昭和63年）12月26日より現在事務所が設置されている別館に移転する）。
- 1989年（平成元年）9月 - 「ヘルシー21イン三重」で四日市と松阪との2元中継で通信衛星を用いた。今まで使用されていたFPU回線を用いても対応できたようだが、同年6月に打ち上げられたばかりの通信衛星を将来的に利用するための予行演習も兼ねていたようである。
- 1990年（平成2年）11月15日 - 音声多重放送免許が交付され、音声多重放送開始。
- 2004年（平成16年）11月11日 - 地上デジタル放送の予備免許が交付される。
- 2005年（平成17年）
  - 3月11日 - 3月24日、世界で初めて緊急地震速報とデジタル放送（ワンセグ）の新技術を組合せた防災（減災）放送について、放送と通信の融合による画期的な実用化試験放送を実施した。
  - 4月1日 - 地上デジタル放送開始。NHK津放送局との共同制作による特別番組も放送[注釈 18]。
- 2006年（平成18年）
  - 4月1日 - ワンセグ開始。
  - 6月1日 - 緊急地震速報のデジタル放送による実用化試験放送の成功により、平成18年（2016年）度電波の日に局長表彰を受ける。
- 2007年（平成19年）
  - 2月4日 - 「六本木ヒルズアリーナ→けやき坂通り」で開催された伊勢神宮の式年遷宮の過程のひとつである御木曳の模様（13:10 - 14:15）を録画中継『20年に一度のお引っ越しへ伊勢のお木曳～六本木で泰曳～』[注釈 19]と題して、17:00 - 17:55に放送した。またこの模様はBSジャパン（現：BSテレ東）で2月14日・14:00 - 14:55に放送された。
  - 7月1日 - HD大型中継車を更新。
  - 10月1日 - 緊急地震速報の放送を開始。
- 2010年（平成22年）11月19日 - コメディアンで三重県観光大使を務める萩本欽一が当社報道制作局の“名誉局長”に就任したことを発表した[21]。
- 2011年（平成23年）
  - 2月20日 - 美し国三重市町対抗駅伝を独立放送局では異例な「完全生中継」を実施した[注釈 20]。
  - 7月1日 - 地上デジタル放送にて、072ch（エムツー）を活用してのマルチチャンネル編成を開始。独立放送局としては、TOKYO MXに次いで2局目[22][注釈 21]。
  - 7月24日 - アナログ放送終了。
  - 10月1日 - 072ch（エムツー）で、新たに県内市町と連携した独自の地域情報番組『旬感☆みえ』や、『三重県知事会見』『三重県議会議長会見』の放送を開始。
- 2019年（令和元年）12月2日 - 主調整室設備を更新[23]。マルチチャンネル実施中のメインチャンネル（071ch）がハイビジョン画質となる。
- 2022年（令和4年）9月7日 - 津競艇場の広告業務委託契約をめぐり、便宜を図った見返りに広告会社から賄賂を受け取ったとして、東京支社に勤務する社員が津市ボートレース事業部経営管理課主幹の職員と共に収賄容疑で逮捕された[24][25][26]。
- 2023年（令和5年）
  - 4月3日 - FM三重制作の生ワイド番組『Pick Up On Mie!～Pomie（ポミー）～』が一部の時間帯でサイマル放送を開始。
  - 11月10日 - 民放公式配信サービスのTVerに参加し、一部の自社製作番組の配信を開始[15]。

## 社史・記念誌
三重テレビ放送では、以下の2冊を発行している（2023年5月時点）。
- 三重テレビ放送20年史（三重テレビ開局20周年記念事業委員会 編纂） 1990年3月発行、117ページ。
- 三重テレビ45年の歩み（三重テレビ開局45周年記念事業実行委員会 編纂） 2015年3月発行、132ページ。

## ネットワークの移り変わり
- 1969年（昭和44年）12月1日 - 中日新聞・東海テレビの資本提携局として開局。東海テレビでネットされていないフジテレビ・関西テレビ（カンテレ）の番組を中心に番組を編成。独立放送局としての一歩を記す。
- 1970年（昭和45年）4月1日 - 名古屋テレビ・中京テレビがネットしない日本テレビ・日本教育テレビ（NET、現・テレビ朝日）・東京12チャンネル（現・テレビ東京）・読売テレビ・毎日放送の番組も編成に加える。
- 1973年（昭和48年）4月1日 - 東名ネット再編（変則クロスネット解消）により、放送番組は、東京12チャンネル・毎日放送・フジテレビ・関西テレビで放送されなかった番組のあふれ分に限られる。日本テレビは全国高等学校サッカー選手権大会のみ残る。
- 1975年（昭和50年）3月31日 - 東阪ネット再編（腸捻転の解消）により、毎日放送制作番組のネットを打ち切る。近畿放送（現：京都放送（KBS京都））・サンテレビとネットを開始し、東名阪ネット6の嚆矢となる。この頃からテレビ神奈川（tvk）・千葉テレビ放送（チバテレ）ともネットを組む。
- 1983年（昭和58年）9月1日 - テレビ愛知の開局により、テレビ東京制作番組に放送制限がかかる。[要出典]
- 2007年（平成19年）4月1日 - 以前からつながりがあったサンテレビ、KBS京都、tvk、チバテレ、テレビ埼玉（テレ玉）とともに新しい番組ネットワークである「東名阪ネット6」を発足させる。

## スタジオ
現在
- 一般&ニューススタジオ※HD

『Mieライブ』といった一般番組、地域情報番組『旬感☆みえ』でも使用されるなど、三重テレビでは現在一番稼動している放送スタジオ。
- 第1スタジオ※HD

1979年の新館完成から使用されているスタジオ。三重テレビが所有するスタジオの中では一番規模が大きい。79年完成当初に行われた記念式典を初め、三重テレビ元気大賞授賞式といった番組制作以外の分野でも使用されている。
過去
- （通称）会議室スタジオ

開局当初から使用されていたスタジオ。開局計画段階では予算の都合からスタジオを設置する予定はなかったが、ニュース番組に関してはやはり自前で制作したいという理由から、会議室だった場所を急遽スタジオに改装して1979年に新館内に本格的なスタジオ（現在も使用している第1スタジオの事）が設けられるまではメインとして使用していた。本格的なスタジオが完成して以降も第2スタジオとして使用していた。
その他
- 開局当初はスタジオが無かったため、副調整室のスペースをスタジオ代わりに使っていた時期があった。
- 報道フロアには他局のようにスタジオ設備がないが、『ワクドキ!元気』で一時期、報道フロア内の一角を使ってニュースを伝えていたことがあった。

## 定点カメラ設置場所
HV=ハイビジョン対応
三重テレビ本社
- 『おはよう!三重』が放送されていた頃は、オープニングなどで使用されていたが、現在は使用されていない。

津市内
- 百五銀行本館HV

四日市市内
- 近鉄四日市駅西口近く（岡本総本店?。主に近鉄四日市駅方面を映す際に使用）HV、四日市市役所HVなど。

尾鷲市内
- 2008年3月28日から。高台から市内や港を映す事ができる。この定点カメラが三重テレビとして初のハイビジョン対応となった。

## チャンネル

### デジタル放送
出典 

#### 親局
- 津本局 - 津市美里町家所字東谷1419番8号（長谷山）[27]

当局の送信所を設置するに当たり、長谷山の一部を開拓することになった。計画途中で周辺に古墳群が発見されたため、三重大学などから建設中止を求められるが、アクセス道路のルートを変更することで、了承を得た。なお、アクセス道路の整備には自衛隊・施設部隊の協力を受け、3ヶ月という短期間で整備が完了した。
- 送信所 - 三重 物理チャンネル27ch
- コールサイン - JOMH-DTV
- リモコンキーID - 7
- 3桁（フルセグ） - 071、072（三重テレビ2）、078（臨時用）。
- 3桁（ワンセグ） - 671、672（ワンセグ2）。

#### 中継局
- 伊勢 24ch 10W
- 名張 27ch 10W
- 尾鷲 31ch 10W
- 熊野 31ch 3W
- 磯部 27ch 1W
- 鳥羽 27ch 1W
- 伊賀 27ch 3W
- 南勢 24ch 1W
- 北勢 24ch 3W
- 紀宝成川 31ch 300mW　（0.3W)
- 紀宝神ノ内 43ch 300mW（0.3W)
- 桑名 27ch 3W
- 菰野 27ch 1W

### アナログ放送
2011年7月24日停波時点

#### 親局
- 津本局 33ch 呼出符号：JOMH-TV JOMH-TAM
空中線電力：映像5kW 音声1.25kW
実効輻射電力：映像73kW 音声18kW
放送区域内世帯数：2,800,000世帯（愛知県、岐阜県、三重県）

#### 中継局
- 伊勢 59ch
- 名張 58ch
- 尾鷲 28ch
- 熊野 27ch
- 磯部 37ch
- 鳥羽 32ch
- 伊賀 40ch
- 南勢 52ch
- 北勢 42ch
- 紀宝成川 32ch
- 紀宝神ノ内 48ch
- 桑名 43ch
- 菰野 48ch
- 大王船越北 40ch
- 大王船越南 41ch
- 関町 37ch
- 紀伊長島十須（きいながしまじゅうす）49ch
- 大内山　51ch
- 宿浦 37ch
- 大宮 62ch
- 大宮藤 49ch

先述の通りデジタルでは7chである一方、アナログでは三重県内で当局をプリセット番号の12chに、名古屋など県外では4chや6chに登録する世帯が多かった。

## 区域外再放送
以下の三重県外のケーブルテレビでは、区域外再放送が行われている。なお、津市に本社を構えるZTVの新宮広域エリア・日高郡3町エリアを含めた和歌山県内のケーブルテレビ全局で区域外再放送を行っていない。また、NTTドコモが展開し東海3県では愛知県のみ地上デジタル放送のサービスエリアとしているひかりTVについても、県外局の区域外再放送はひかりTVの方針により同意を得ていないため一切行われていない。
いずれも愛知県内
- アイ・シー・シー（ICC、旧・一宮シティケーブル）
- 稲沢シーエーティーヴィ
- キャッチネットワーク
- グリーンシティケーブルテレビ
- CAC（旧・シーエーテイーブイ愛知）
- スターキャット・ケーブルネットワーク
- 知多半島ケーブルネットワーク
- 知多メディアスネットワーク
- 中部ケーブルネットワーク（豊川市視聴不可　ただし豊川市は下述の通り過去に配信を行っていた。）[注釈 23]
- 西尾張シーエーティーヴィ（クローバーTV）
- ひまわりネットワーク（デジタルは旧・豊田市、みよし市、東郷町、旧藤岡町のみ）
- 名古屋ケーブルビジョン
- 豊橋ケーブルネットワーク（田原市旧渥美町地域のみ）
- コミュファ光テレビ（デジタル放送のみ）

三河地区の岡崎市、豊橋市、豊川市、新城市、蒲郡市、幸田町の全域と安城市・西尾市・田原市の一部は視聴不可
以下は、アナログ放送が停波した2011年7月24日をもって終了。
- 愛知県
  - ミクスネットワーク
  - 三河湾ネットワーク
  - 中部ケーブルネットワーク（豊川局）
- 岐阜県
  - シーシーエヌ（山県地区を除く）
  - 大垣ケーブルテレビ（大垣地区）
  - おりべネットワーク（多治見地区）
  - ケーブルテレビ可児
  - 中部ケーブルネットワーク（一部地域）[注釈 23]
- 長野県
  - 遠山郷ケーブルテレビ（上村・南信濃地区）
  - コミュニケーションネットワーク阿南（阿南地区）

## 主な放送番組
出典 

### 自社制作番組

#### 情報・地域・エンターテイメント
- エムっとくんとおどろう（月曜 - 金曜 6:25 - 6:30・17:30 - 17:35）
- ともだちいっぱいエムっとくん（土曜 13:23 - 13:28）
- Pick up On Mie～POMie!（ポミー）～（月曜 - 金曜 7:30 - 8:00※Radio3 FM MIEの生放送ラジオ番組・「Pick up On MIE ～POMie!（ポミー）[30]」の冒頭から30分、スタジオから生放送）
- Mieライブ（月曜 - 金曜 17:40 - 18:55）
  - 旬感☆Mie - 『Mieライブ』内のコーナーで放送。第2チャンネルで月曜～金曜 7:30 - 8:00に再放送。

各市町の首長や担当者に、防災教育や防災計画などの最新の防災啓発情報や、防災への取り組みなどについて聞く。また、地域の環境・文化・観光などの生活情報をきめ細かく紹介
- Mieライブ＋（プラス）（月曜 - 木曜 18:55 - 19:00、金曜 18:55 - 19:05）
- 三重テレビニュースウィズ（月曜 - 金曜 21:55 - 22:10 / 土曜・日曜 18:00 - 18:15）

22時版のみ、『中日スポーツニュース』と『全国ニュース』を内包。
- 中日ニュース（月曜 - 金曜 23:15 - 23:20 / 土曜・日曜 21:55 - 22:00）
- 新・ええじゃないか～いい旅いい発見～（月曜 19:00 - 19:55）
- ええやん（月曜 19:55 - 20:00）
- ビスケットブラザーズの行けばわかるさ！～三重街道中ひざくりげ～[注釈 24]（月曜 20:00 - 20:30・水曜 10:00 - 10:30）※BSよしもと共同制作
- マックスバリュ東海 Presents いいね!Max（火曜 10:00 - 10:15）
- bun bun みえ（火曜 20:55 - 21:00）
- 三重執鬼 Presents 奥村奈央、今日も鍛えマッスルTV（月曜 22:10 - 22:15）
- みえの海やに!（水曜 17:35 - 17:40）
- ふるさと三重を彩る（木曜 20:55 - 21:00）
- ボイメン☆パーク（木曜 22:10 - 22:45・月曜 10:00 - 10:30）
- 煌めきの☆歌唱風月（金曜 12:00 - 12:30）
- ていじのひとりごと（毎月第1・3金曜 17:35 - 17:40）
- 伊勢神宮 心のふるさと（月曜　- 金曜 11:40 - 12:00【サブチャンネル（072ch）で再放送※休止の場合あり)
- はばたけ！とこわかアスリート（金曜 22:10 - 22:25）
- フィッシングマスター（金曜 23:00 - 23:15）
- 加藤タクヤは感動したい!（毎月第2金曜 23:20 - 23:50）
- 加藤ちゃん三重ケンちゃん〜ぶらぶらテレビ〜（毎月第4金曜 23:20 - 23:00）
- アメノウズメとパラダイスな夜（土曜 3:20 - 3:50）
- フィッシングポイント（土曜 7:45 - 8:00）
- 岡三投資ナビ（土曜 18:15 - 18:30・再放送：日曜 9:15 - 9:30）
- LEGEND〜よみがえる三重の偉人〜（第4土曜 21:00 - 21:55）
- ボ〜っト見せちゃいます。津ぅ（土曜 22:00 - 22:30）
- ルアー合衆国（土曜 22:30 - 22:45）
  - ルアー合衆国+（土曜 22:45 - 23:00）
- つ いいと、ツイート!（毎月第4日曜 8:00 - 8:15、9:00 - 9:15）
- ゲンキ!みえ!生き活きリポート（日曜 18:15 - 18:30）
- 県政だよりみえ（第3日曜 18:30 - 18:45・火曜 10:15 - 10:30）第2チャンネルでは、月曜 - 金曜 8:00 - 8:15／16:45 - 17:00
- 伊勢　美し国から（第1日曜 18:30 - 19:00）
- 三重テレビナイター※中日ドラゴンズ戦を中心に放送。

#### 単発・季節番組 (スポーツ)
- 三重テレビナイター

主に中日ドラゴンズ戦を放送（一部のオープン戦を含む）。また、地理的に関西地方にも近い関係から阪神タイガース戦もサンテレビ制作で年間数試合程度放送。中日の主催試合においては東海テレビが制作に協力している（東海テレビと三重テレビのどちらが『制作著作』かは年度により異なる）。
2023年はデーゲームも『三重テレビプロ野球ディゲーム』の番組名で阪神対中日戦（サンテレビ制作）を5月4日に放送した。
- 全国高校野球選手権三重大会[注釈 26]

決勝を始め、主要試合を実況生中継。
- 全国高等学校サッカー選手権大会、全国高等学校サッカー選手権三重県大会[注釈 27]

三重県大会は決勝のみ。全国大会は、三重県代表校が敗退するまで随時放映。県代表敗退後も全国大会の模様は決勝戦まで放映。全国大会は日本テレビ系列など民放43社による共同制作。
- 三重テレビ旗・中日新聞社杯争奪リトルリーグ野球大会中継（録画。毎年8月頃）[注釈 28]/ろうきん杯学童野球三重大会（1時間番組）
- えいすう杯三重県ユースU‐15サッカー選手権・録画中継（毎年10月頃）
- 三重テレビカップジュニアゴルフ大会（30分番組）
- 三重県オープンゴルフ選手権・録画中継（毎年8月頃）
- 名古屋けいば重賞レース実況生中継（不定期[注釈 29]）
- 競艇中継

主にSG。稀に津競艇場で開催される重賞レースも生中継で放送。
- 競輪生中継

稀に四日市・松阪で開催される重賞レースを生中継で放送することがある。
- 美（うま）し国三重市町対抗駅伝

第1回大会開催の2008年より放送してきたが、2010年大会は今までの後日放送されるダイジェスト番組ではなく、当日の生中継&特番の2部構成になった。

#### 単発・季節番組 (その他)
- 三重県議会生中継及び、議会ダイジェスト（不定期） ※HD
- 「安濃津よさこい」生中継 - スポンサー付きでの生中継。 ※HD
- 三重県公立高校入試速報番組 - 毎年3月に放送。近年は編成の都合からか、試験日当日の夜に録画放送（2部構成）の場合が多い。
- 県民参加ドラマ - 2005年度から自主制作・放送（2009年度は放送なし）。

#### Music Spot
- スポットCM枠で随時放送される穴埋め番組。MTVの『UP!』や、スペースシャワーTVの『ZAP』などと同様のものである。J-POPから演歌まで楽曲のジャンルは様々であるが、若手のアーティストの楽曲を流すことが特に多い。ごく稀に、プロモーションのために来局したアーティストのインタビューと共に放送することがある（w-inds.、スキマスイッチなど）。
- 野球中継が早く終了した場合など、次の番組の開始までに大幅に時間が余る時は、長時間にわたり放送される場合がある。あらかじめ放送されることが決まっている場合は、新聞などの番組表では『音楽』と記されることがある。
- 2010年4月頃より、長らく使用されていた曲名紹介のテロップが変更された。

### 他局からのネット番組
地上デジタル放送への完全移行が完了するまで、デジタル放送では額縁放送となることを防止するため、画面の上下をカットして16:9のフルサイズで放送を行った。なお、画面比4:3の識別信号が付加されていたため、旧来の4:3サイズで制作された番組では超額縁状態にはならなかった。

#### 独立局

##### 民放ローカル局
- ふわり愛（火曜 22:10 - 22:40）

##### 群馬テレビ
- ダイアンのガチで!ごめんやす（木曜 23:20 - 23:50）
- 技に迫る（不定期）

##### とちぎテレビ
- 真・ゴルフの王様（水曜 8:30 - 9:00）
- カミナリのチャリ旅！（水曜 23:20 - 23:50）

##### テレビ埼玉
- 塩谷育代のベストショット（月曜 8:30 - 9:00）
- 山崎ていじのさわやか歌謡曲（土曜 24:30 - 25:00）
- 天竺鼠の川原の（火曜 15:30 - 16:00）

##### 千葉テレビ放送
- 週刊バイクTV（月曜 20:20 - 23:50）
- 知里と修右のミュージックエッセンス（第1・3火曜 12:00 - 12:30）
- トークと歌とものまね酒場～トゥーモ（第2・4火曜 12:00 - 12:30）
- 里崎智也のゴルフ直球勝負!（金曜 8:30 - 9:00）
- 白黒アンジャッシュ（日曜 23:50 - 24:20）

##### 東京メトロポリタンテレビジョン
- 5時に夢中!（月曜 - 金曜 0:50 - 1:50）
- TOKYOマーケットワイド（月曜 - 金曜 8:30 - 11:40 / 12:30 - 16:00[注釈 31]） - サブチャンネル（072ch）で放送
- 低体温男子になつかれました。（木曜 13:30 - 14:00、14:30 - 15:00）
- 宝塚カフェブレイク（金曜 10:00 - 10:30）
- ケンドーコバヤシのキャベリバ内閣（土曜 25:30 - 26:00）

##### テレビ神奈川
- クルマでいこう!（火曜 23:20 - 23:50）
- アルコ&ピースのほんの気持ちですが!（再放送）（金曜 17:00 - 17:30）※字幕放送
- 関内デビル（隔週金曜 23:20 - 23:50）
- billboard TOP40（日曜 24:50 - 25:45）

##### 京都放送
- ごりやくさん（木曜 10:00 - 10:30）
- うまDOKI（土曜 15:00 - 16:00）
- 仏像大好。（不定期）
- 炎の祭典 阿含の星まつり（毎年2月11日）
- 正月特番（放送される番組は毎年異なる）

##### サンテレビジョン
- 原田伸郎のめざせパーゴルフⅢ（木曜 23:20 - 23:50）
- ビッグフィッシング（土曜 5:40 - 6:10）
- 新春!!漫才大爆ショー（正月特番）

#### テレビ東京系列
☆は同時ネット。ただし、プロ野球中継等で休止・変更の場合もある。
△はテレビ愛知でも放送されている、またはされていた番組。
◆はぎふチャンでも放送されている、またはされていた番組。
※はサブチャンネル（072Ch）では未放映（祝日または三重県議会中継がある日はサブチャンネルでも放送）。

##### テレビ東京
月曜
- △◆所さんの学校では教えてくれないそこんトコロ!（21:00 - 21:55）
- △◆日経スペシャル カンブリア宮殿（22:15 - 23:10）

火曜
- △アップグレードゴルフ（8:30 - 9:00）
- △イニミニマニモ ペッパピッグ＆パジャマスク（17:00 - 17:30）
- △◆家、ついて行ってイイですか?（20:00 - 20:55）
- △LIFE IS MONEY〜世の中お金で見てみよう〜（21:00 - 21:55）

水曜
- △◆ポケットモンスター（17:00 - 17:30）
- △◆世界!ニッポン行きたい人応援団（19:00 - 19:54）
- △◆何を隠そう…ソレが!（20:00 - 20:55）
- △◆ナゼそこ?（21:00 - 21:55）
- △◆日経スペシャル ガイアの夜明け（22:15 - 23:10）

木曜
- △ソロ活女子のススメ5（13:30 - 14:00、14:30 - 15:00）
- △パウ・パトロール－PAW PATROL－（17:00 - 17:30）
- △◆洋子の演歌一直線（12:00 - 12:30）
- △◆出川哲朗の充電させてもらえませんか?（19:00 - 19:55）
- △◆YOUは何しに日本へ?（19:55 - 20:50）[注釈 32]

金曜
- △◆タクシー運転手さん一番うまい店に連れてって!（19:55 - 20:50）
- △◆開運!なんでも鑑定団（20:55 - 21:55）[注釈 33]

土曜
- △新テニスの王子様 U-17 WORLD CUP SEMIFINAL（10:30 - 11:00）
- △日経スペシャル ブレイクスルー 〜不屈なる開拓者〜（23:15 - 23:45）

日曜
- △あのちゃんの電電電波♪（19:00 - 20:00）
- △◆ありえへん∞世界（22:00 - 22:54）
- △スポーツ リアライブ〜SPORTS Real&Live〜（22:54 - 23:20）

その他・備考
- 東建ホームメイトカップ - 三重県桑名市で開催される大会の模様をテレビ東京の制作で放送するが、開催日が土日にあたり中継該当時間に競馬中継が放送されているため録画中継になる。

他にもテレビ東京で以前放送された特別番組やレギュラーでネットしていないテレビ東京のレギュラー番組などが放送されることもある。

##### BSテレ東
- となりのスゴイ家（火曜 19:00 - 19:55）

##### テレビせとうち
- おばあちゃんの台所（金曜 19:10 - 10:25）

#### フジテレビ系列

##### 岩手めんこいテレビ
- 山・海・漬（月曜 17:00 - 17:30） - 2024年1月放送開始。同年3月までは日曜 19:00 - 19:30。同年4月23日よりこの時間帯に放送。

##### フジテレビ
- 鬼平犯科帳（再放送）（火曜 18:30 - 19:30）

##### 東海テレビ放送
- 嵐がくれたもの（月曜 13:30 - 14:00、14:30 - 15:00）

##### 関西テレビ放送
- ジーンちゃんがキキコミ！世界ピカイチツアー（月曜 12:45 - 13:00）
- モモコのOH!ソレ!み〜よ!（木曜 15:30 - 16:00）
- ちゃちゃ入れマンデー（木曜 20:54 - 21:55）
- 服部半蔵 影の軍団（金曜 13:30 - 14:00、14:30 - 15:00）
- ロザンのクイズの神様（第1・2・5週土曜 21:30 - 22:00）

#### テレビ朝日系列
- SLAM DUNK（日曜 12:00 - 12:30）

#### 日本テレビ系列
- 俺たちの旅（土曜 20:00 - 21:00）

#### UHFアニメ
- まったく最近の探偵ときたら（木曜 0:20 - 0:50（水曜深夜））
- New PANTY ＆ STOCKING with GARTERBELT（CENSORED版）（木曜 25:50 - 26:20（水曜深夜））※ぎふチャンでも放送している。
- ぬきたし THE ANIMATION （水曜 26:50 - 27:20（火曜深夜））※ぎふチャンでも放送している。

#### その他
- ウェザーニュースch.（月曜 - 金曜 5:00 - 6:00） - ウェザーニューズ制作、サブチャンネル（072ch）で放送。
- ウェザーニュースLiVE（月曜 - 金曜 6:00 - 8:30・11:40 - 12:29・15:20 - 17:00[注釈 34]）[注釈 35] - ウェザーニューズ制作、サブチャンネル（072ch）で放送。双方向対応番組連動データ放送を実施。
- 童謡コーラス♪名曲大合唱（月曜 12:00 - 12:15）
- 竹島宏の歌MAX（火曜 12:00 - 12:30 オフィスK）
- モーターゾーンTV（火曜 25:50 - 26:20）
- キャッチ!ティニピン（金曜 17:00 - 17:30、キッズステーション）
- ドラマ・恋する鳥羽（金曜 22:30 - 23:00、ZTV）
- フィッシングライフ（土曜 8:00 - 8:30 アクティ)
- 日本ふるさと百景（深夜不定期） - ぎふチャンでも放送されている。

### 過去に放送していた自社制作番組
- あなたとわたしの33チャンネル － 開局記念番組。開局日に津市の体育館で行われていた開局祝賀パーティーや三重県文化会館で行われた数々の催し物が放映された。
- あなたにピッ!
- あなたのための未来ホームズ・夢
- 伊勢路食べある記
- 祈り〜神と仏と〜
- ええじゃないか。
- エキサイトKEIRIN
- NNGのボ〜っト見せちゃいます。
- エムテレ
- エンジョイエコライフ
- お伊勢さん
- お伊勢参り
- 氏神さま〜私たちの身近な祈り〜
- にっぽんの道
- NINJA～忍び者の生きる道～
- 岡三ウェザーニュース
- おはよう!エムっとくん
- おはよう!三重
- OBANCHii おばんちぃ
- 輝け!三重人
- 各地の祭り（伊勢大祭・松阪氏郷祭といった県内の祭りの模様を収録して番組として放送していた）
- 崖っぷちBoy'sの「ニートのままで」
- ガバショ!!
- キッズ☆くらぶ7!
- きらめき☆三重大学!
- キンさばっ!! -近所の裁き-
- 欽ちゃんのニッポン元気化計画
- クイズふるさと便（1988年4月 - 1995年?月。1989年12月に中日新聞に掲載された開局20周年記念の紙面では収録の様子の写真が掲載されるなど、三重テレビの看板番組であった）
- 熊野古道〜お伊勢さんからもうひとつの聖地へ〜
- グランシエロゴルフアカデミー
- 元気発信!津
- 県政ウォッチング
- 県政チャンネル 〜輝け!三重人〜
- こうちゃんとあそぼう!
- 小島武夫の実戦リーチ麻雀
- こちらイオンモール鈴鹿探偵社!
- こんにちは市長さん
- シネマクルーズ+
- スタジオAmie
- Smile
- セクシーパチンカー LOVE WING
  - 萌えパチ ラブウイング
- 早熟先生のぱちんこしよッ!
- 備える!防災・減災
- 宝刀〜日本人の魂と技〜
- 匠の技
- タッチ!U
- ダレヤネン!
  - 勝手に応援バラエティ ダレヤネン!DX
- 中日新聞文字ニュース - 1980年3月18日から放送開始。開始当初は午後〜夕方の時間帯を埋める形だったが、最末期には放送終了前3分間のフィラー番組という形で放送。2006年9月30日をもって終了。
- できる!農業・園芸・家庭菜園
- DO!SHOTゴルフ
- TODAY三重
- とってもワクドキ!
  - もっとワクドキ!
- ともいきの国 料理対決
- 生放送!三重ちゃった
- 日曜競馬リレー中継
- 日清食品奥様かわら版
- 芭蕉が詠む 祈りのこころ
- パチンコのトラ
- ハッピーIHクッキング
- ハッピー!エコCUTE
- ハッピーエコクッキング
- Pの楽園 〜遊んでNIGHT〜
- PINAPINA
- 福田ちづるのラ・ぶらり!
- ぼくとわたしのいす - 初の自社制作番組
- ○ミエTVおしえて三重奏 〔まるみえテレビおしえてトリオ。再放送（スポンサーはなし）を行っていた。〕
- まるもち3つ - 津市情報番組
- 満喫!亀山ライフ
- マンスリーeye
- 三重県議会議員に聞く
- 三重テレビカラオケ大会 - 1985年頃、本番組のスピンオフとして岐阜・和歌山の同種番組の優勝者が集まった「あなたもチャンネルスター」という番組が年末に、本番組ベースで放送された。
- 三重テレビ ワイドニュース（月曜 - 金曜 17:40 - 18:00 / 21:56 - 22:15）

番組開始当初は、17時台の『中日新聞ニュース』（東京新聞制作の全国ニュース。題名差し替え）と、18時台の『三重テレビニュース』（中京ローカル）を統合した形でスタート。のちに17時台の全国ニュースが廃止され、21時台が新設。この枠のみ、『中日スポーツニュース』と『全国ニュース』を内包。
- みえの風紀行
- みえみえたいむ7
- 三重レ!キラフォレ☆
- メナード青山リゾートだより
- 森道應のゴルフアカデミー
- リーダーの羅針盤
- ワクドキ!元気
- コウケツトモヒデの三重県応援団
- ぱぴすく〜DEBUT BABY ちいさな奇跡〜
- ハピ3!
- ガチやん!
- 旬感☆みえ〜NEXCO中日本〜
- CHAOSTV DX
- 白石大祐のゴルフchot GTP
- サンテクレアールpresents キム・ヒョンソンのカジャ!!!ゴルフ!!!
- 激カラ♪スターチャンネル♪
- Marie Kei ～旅とアニメと音楽と～
- こころの旅路 〜熊野古道伊勢路を行く〜
- 森大建地産の住まいの達人
- 伊勢スペイン村+

など

## アナウンサー
出典 

### 男性
- 平田雅輝
- 中久木大力
- 柏木達也

### 女性
- 奥村莉子
- 伊佐治好音（元大垣ケーブルテレビ）
- 奥村奈央（元NHK長崎契約キャスター）

### 過去に在籍したアナウンサー
- 服部英彰（アナウンサー業務から外れた）
- 小林習之（現在は競艇場内実況アナとして活躍）
- 新良雅司（後に読売新聞中部支社記者）
- 向ますみ（現・フリーアナウンサー、元奈良テレビ放送アナウンサー）
- 山田享司（現・取締役報道制作局長）
- 伊藤伸子（現・フリーアナウンサーとして活動。一時期三重テレビに出演していなかったが、2008年5月頃から2009年3月頃まで週末ニュース担当アナとして再び三重テレビに出演していた）
- 村上律子
- 山口恵子（現・フリーアナウンサー）
- 名取純子（元富山テレビ放送アナウンサー。退社後、名古屋テレビでニュースなどを担当していた。結婚に伴い、東海地方での活動を引退。）
- 下登彩（後に宮崎放送→2009年10月に退職、結婚に伴い引退。地上デジタル放送推進大使を担当していた）
- 栗山朋子（現・フリーアナウンサー）
- 山口未翼（2016年7月に退職）
- 川口まゆ（2016年4月 - 2018年7月）
- 一色克美（1997年4月 - 2020年6月、総務局へ異動）
- 坊農秀治（1998年 - 2021年1月、県政担当記者兼任・元岐阜放送アナウンサー。衆院選出馬準備に伴い退職[34]。）
- 若林希（2011年4月 - 2021年3月）
- 佐々木夢夏（2021年4月 - 2024年1月）、現・テレビユー福島アナウンサー）
- 北村実穂（2014年10月 - 2024年3月）（元瀬戸内海放送）

三重テレビナイターの中日主催試合中継は原則として東海テレビ（稀にCBCテレビ）のスポーツ実況アナウンサーが担当する。（野球道 (フジテレビ系列)の東海テレビ実況アナウンサー欄を参照）

## アナウンサー以外の過去の出身者
- 稲森彩（報道制作局記者、退職後は元琉球放送アナウンサー）

## 防災（減災）放送　初の実用化試験成功
気象庁の緊急地震速報とデジタル放送（ワンセグ）の新技術を組合せた防災（減災）放送について、2005年4月1日からのデジタル放送開始を控えていた三重テレビが主催して、放送と通信の融合による画期的な実用化試験を実施した。
緊急地震速報は、地震のP波（初動）とS波（主要動）の伝播速度の差を利用して、P波の情報から震源やマグニチュード、各地の震度などを予測し、主要動（被害を伴うような大きな揺れ）到達前に伝達して、地震や津波による災害の軽減を目指す新技術による情報であるが、これを防災対応に有効に活用するためには具体的な活用方策の検討や情報提供手段の検討など様々な課題があり、気象庁では2004年2月から試験運用を実施し、これらを検証している。三重テレビもこの試験運用に参加し放送波を利用した情報伝達に係わる検討を進めていたが、デジタル放送の試験放送期間を利用して実際の伝達試験を実施した。 
ワンセグは当実験から1年後の2006年4月にサービスを開始したが、2005年時点ではようやく規格化が終了した新技術。試験放送では固定向け放送とのサイマルを考慮したリアルタイムエンコード方式での放送波の高度な利活用による伝達試験放送を実施した。この試験は、日本国内で初めての試みとなった。 
携帯端末（＝ワンセグ）の小さな画面で緊急地震速報を受け取る場合には良好な着信伝達と視認性の高さが要求される。この試験にあたっては、通信回線によるウエイクアップ機能と新開発した視認性の高いピクトグラム表示を開発して対応。
実用化試験の実施を通じて、公共分野におけるワンセグ放送技術の課題と緊急地震速報の利活用について、ハード・ソフト両面の技術から検証した。同時にデジタル放送（ワンセグ）による緊急地震速報の伝達が自然災害による被害の軽減に役立ち、災害リスクの縮小を支援する実効性のあるソリューションであることを立証した。  
この試験放送を契機に、全国の放送局で緊急地震速報が放送されることになった。
また三重テレビは、この試験放送（実用化実験）の成功により、平成18年度（2006年度）の「電波の日」に、総務省東海総合通信局長より表彰を受けた。

## テレビ放送以外の主要事業

### イベント・冠レース
イベントなどの問い合わせ先は業務局や事業（稀に事業部）などとなっている。
現在
- S&Bちびっ子健康マラソン
- 三重テレビ杯リトルリーグ野球大会（試合の模様は昭和56年から放送されている）
- 全国高等学校サッカー選手権三重県大会（1981年からは試合中継を開始）
- 全国高校ラグビー三重県大会（高校サッカーと同じく1981年から試合中継を開始）
- 三重テレビ・中京スポーツ 納涼しぶき杯競走（津競艇場で毎年8月頃に開催されている。かつては三重テレビ単独だった）
- 三重県家庭婦人バレーボール大会（1976年10月 - 。試合中継や出場チームを紹介するCMも放送されている）
- 映画試写会
- 茨城ゴールデンゴールズin三重（2009年9月9日にはナゴヤドームで行われた中日2軍とゴールデンゴールズとの試合を中継した）[注釈 37]。
- 各種演劇・コンサート
- 京都・茂山狂言（2009年4月12日に開催された第2回は開局40周年記念事業として行われた）
- 三重テレビ賞 新春盃（2006年より実施、名古屋けいばで毎年1月初旬に開催）

など
過去
- 三重テレビ総合住宅展（但し昭和48年から1年間の期限付き）

三重テレビがテレビ放送以外にはじめて行った事業。三重県住宅供給公社所有の三重県鈴鹿市の土地に同公社が1年後に住宅団地として販売する予定だったところを三重テレビが一足先に借りる形でオープンした。5社のハウスメーカー・9棟の住宅が立ち並んでいた（三重テレビ放送社史参考及び引用）。
- ボリショイサーカス
- 三重テレビ賞 マイル争覇〔名古屋けいばで1990年より実施（終了年不明）〕
- 三重テレビ賞 スプリングカップ〔名古屋けいばで1992年より実施（終了年不明）〕
- タカラヅカ観劇ツアー

など

### 制作映画
2006年からは後に東名阪ネット6を立ち上げるテレビ神奈川などとともに映画制作も行っており、「ネコナデ」「GSワンダーランド」といった話題になる作品も生み出している。なお映画によっては、映画公開前になるとメイキング集といった関連番組が放送されることもある。
- イヌゴエ 幸せの肉球（2006年）
- 棚の隅（2006年）
- WHITE MEXICO（2007年）
- 音符と昆布（2008年）
- コラソン de メロン
- ネコナデ（2008年）
- GSワンダーランド（2008年）
- 幼獣マメシバ（2009年）
- 悲しいボーイフレンド（2009年）
- PLASTIC CITY（2009年）
- つむじ風食堂の夜（2009年）

### その他
- 三重テレビ放送社会事業委員会（1988年6月25日発足。災害発生時などに募金を受け付けるなど慈善事業を行っている）